# Riksväg 10, Finland

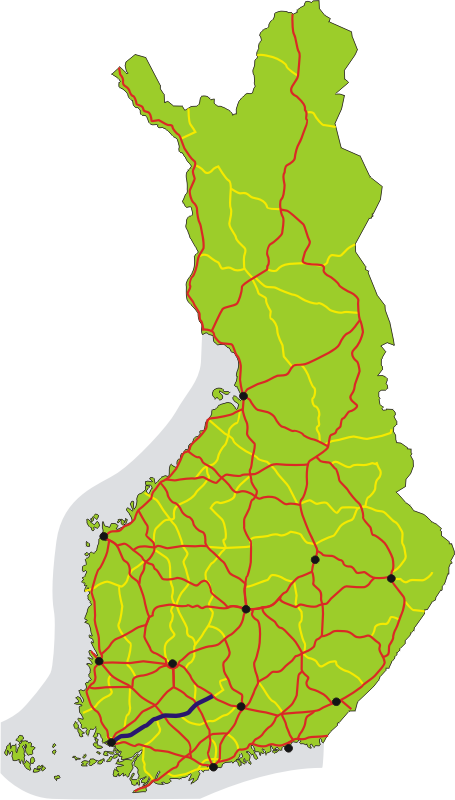
Riksväg 10 markerad med mörkblått på kartan.

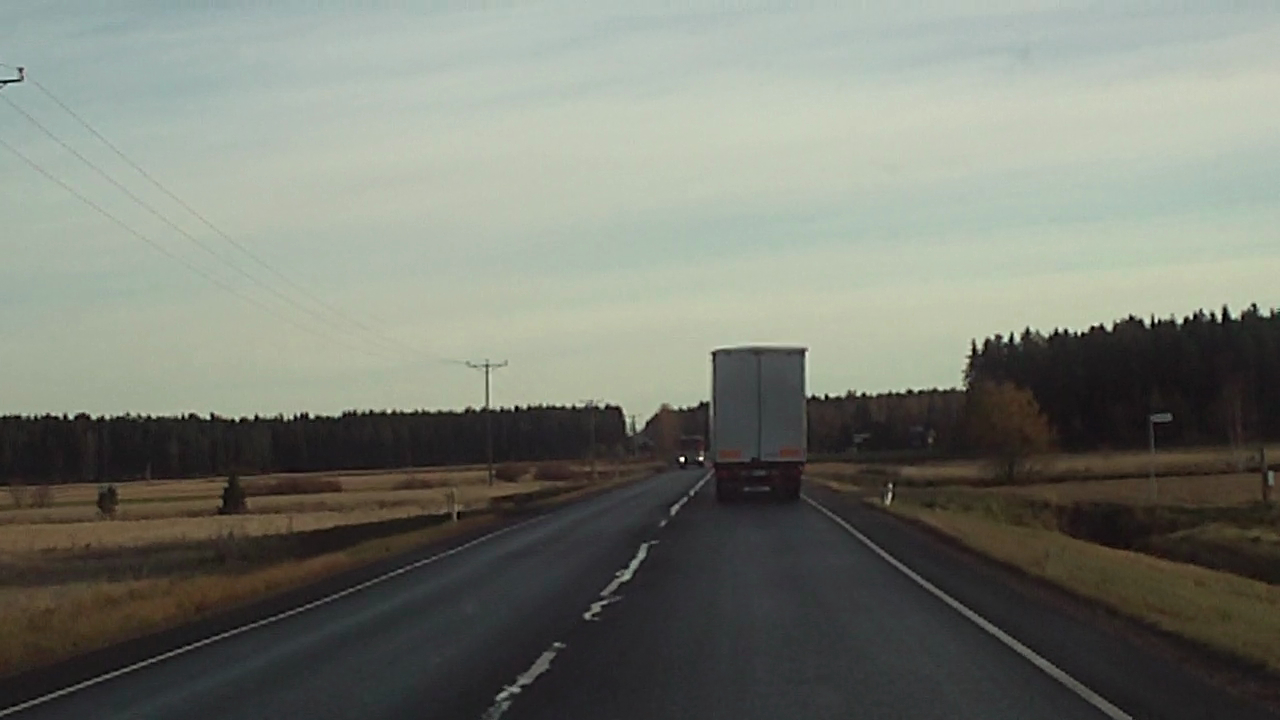
Riksväg 10 passerar S:t Mårtens.

Riksväg 10 är en av Finlands huvudvägar. Den går från Åbo via Tavastehus till Syrjäntaka som ligger mellan Tammerfors och Lahtis. 